# Javé

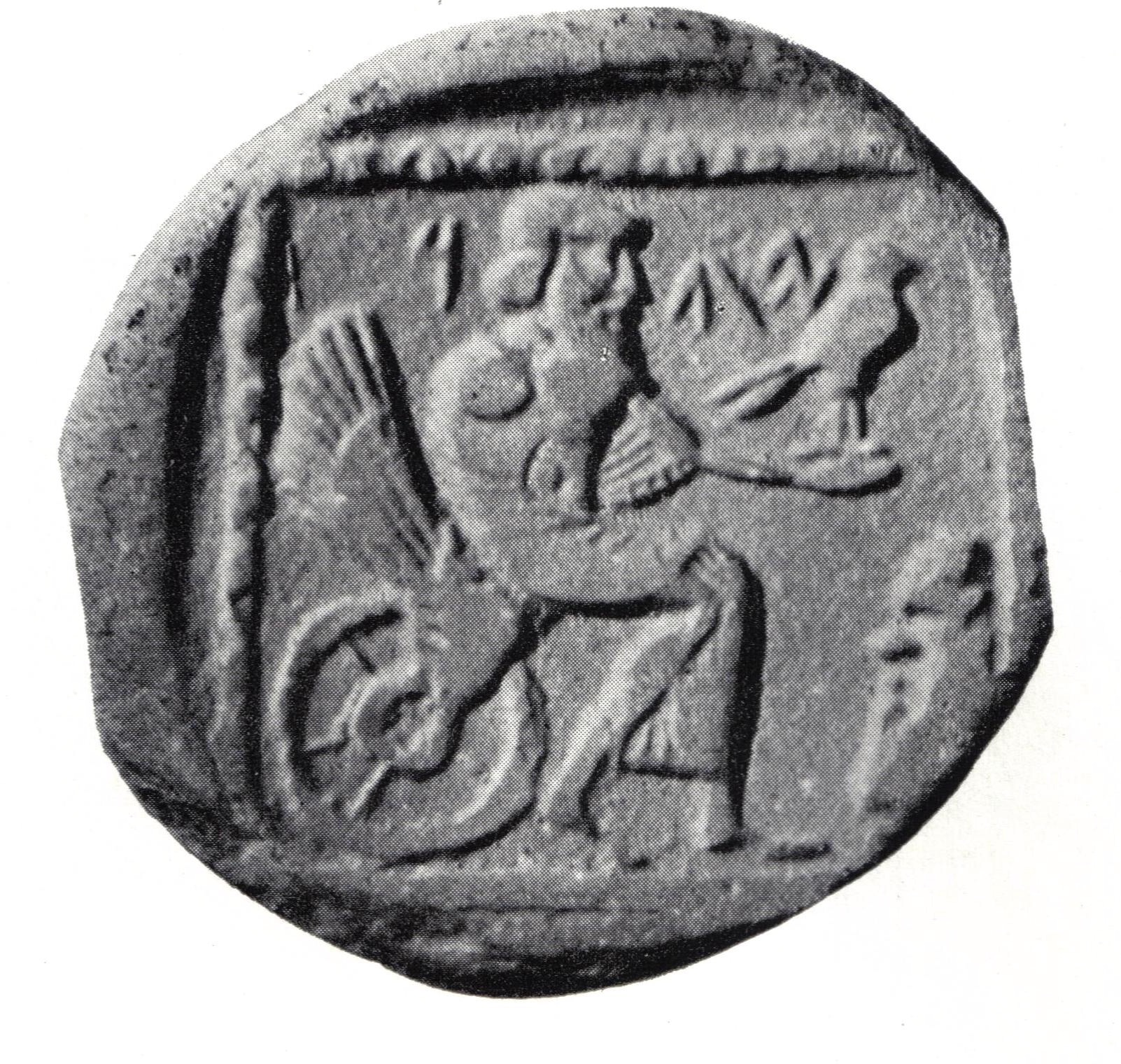
Uma moeda de dracma do século IV a.C. da província aquemênida de Jeúde, possivelmente representando Javé sentado em um trono de sol com asas e rodas

Javé (em hebraico:  יהוה) — YHWH) foi o deus nacional dos reinos de Israel e Judá, ambos reinos coexistiram durante a Idade do Ferro no Levante. Suas origens exatas são contestadas, apesar de remontarem à Idade do Ferro primitiva e até à Idade do Bronze tardia: seu nome pode ter começado como um epíteto de El, o principal deus do panteão cananeu da Idade do Bronze, mas as mais antigas menções plausíveis de Javé estão em textos egípcios que se referem a um nome de local de sonoridade semelhante associado aos nômades shasu do sul da Transjordânia.
Na mais antiga literatura bíblica, Javé é um típico "guerreiro divino" do Oriente Médio, que lidera o exército celestial contra os inimigos de Israel; ele mais tarde se tornou o principal deus do reino de Israel (Samaria) e de Judá, e com o tempo a corte real e o templo promoveram Javé como o deus de todo o cosmos, possuindo todas as qualidades positivas anteriormente atribuídas aos outros deuses e deusas. No final do exílio babilônico (século VI a.C.), a própria existência de deuses estrangeiros foi negada e Javé passou a ser proclamado como o criador do universo e o verdadeiro deus de todo o mundo.

## Origens da Idade do Bronze

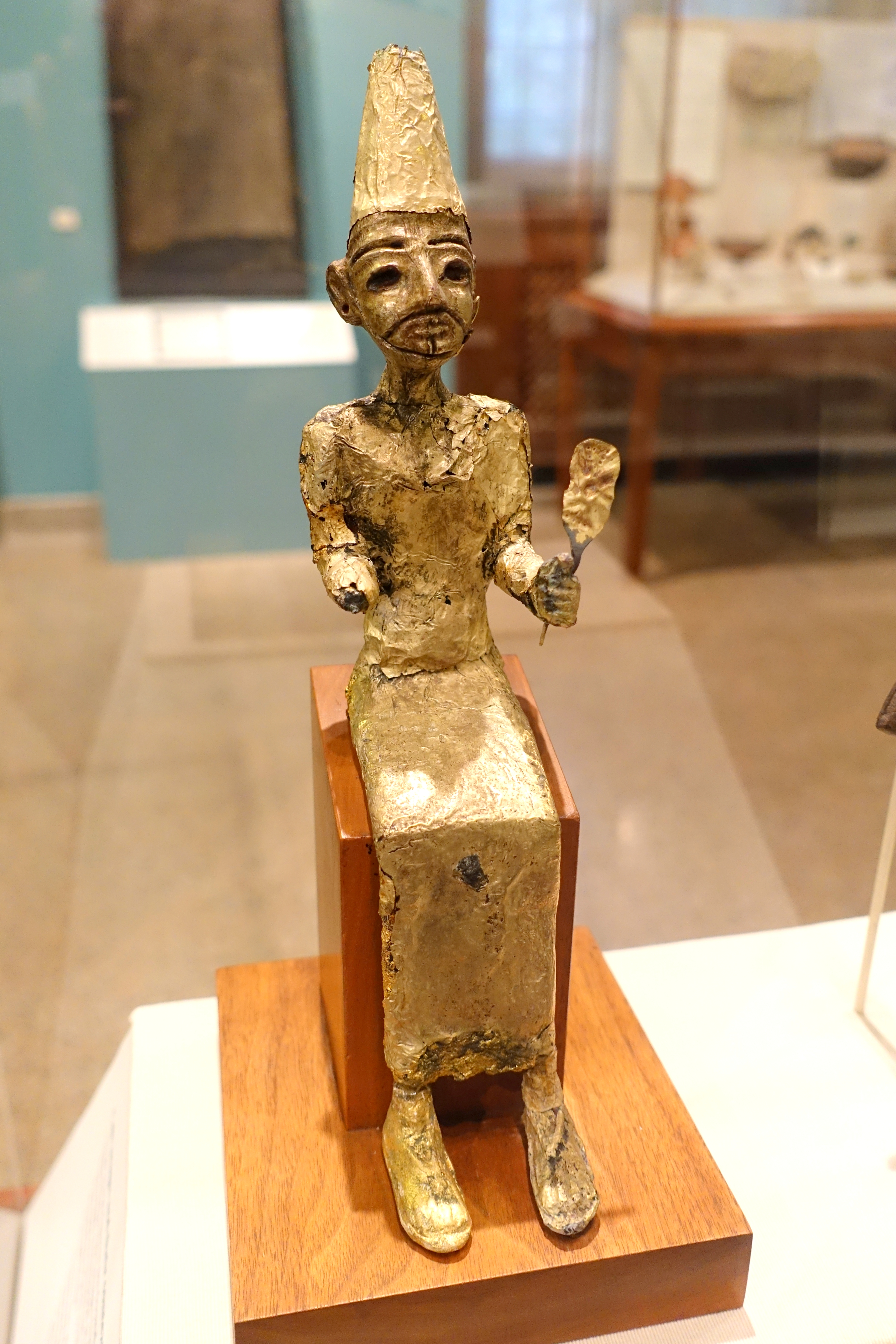
Estátua de El, a principal divindade cananeia

Quase não há acordo sobre as origens de Javé. Seu nome não é atestado a não ser entre os israelitas e parece não ter nenhuma etimologia razoável (Ehyeh ašer ehyeh, ou "Eu Sou o que Eu Sou", a explicação apresentada em Êxodo 3:14, parece ser um brilho teológico tardio inventado para explicar o nome Javé no momento em que o significado foi perdido).
Ele não parece ter sido um deus cananeu, embora os israelitas fossem originalmente cananeus. O chefe do panteão cananeu era El e uma teoria sustenta que a palavra Yahwehu é baseada no hebraico HYH/HWH, que significa "causa para existir", como uma forma abreviada da frase ˀel ḏū yahwī ṣabaˀôt, (em fenício: El 𐤃 𐤉𐤄𐤅𐤄 𐤑𐤁𐤀𐤕) "El que cria as hostes", que significa a hoste celestial que acompanha El ao marchar ao lado os exércitos terrestres de Israel. O argumento tem inúmeras fraquezas, incluindo, entre outros, os caracteres diferentes dos dois deuses e o fato de que el dū yahwī ṣaba'ôt não é em nenhum lugar atestado dentro ou fora da Bíblia.
A mais antiga ocorrência plausível registrada de Javé é como um topônimo, "terra de shasu de yhw", em uma inscrição egípcia da época de Amenotepe III (r. 1402–1363 a.C.). Os shasu eram nômades de Midiã e Edom no norte da Arábia. Neste caso, uma etimologia plausível para o nome poderia ser da raiz HWY, que produziria o significado "ele sopra", apropriado a uma divindade do tempo. Há um apoio considerável, mas não universal, a esta visão, mas levanta a questão de como ele se dirigiu para o norte.
A amplamente aceita hipótese quenita sustenta que os comerciantes trouxeram Javé a Israel ao longo das rotas das caravanas entre o Egito e Canaã. A força da hipótese dos quenitas é que ela une vários pontos de dados, como a ausência de Javé em Canaã, suas ligações com Edom e Midiã nas histórias bíblicas e os laços quenitas ou midianitas de Moisés. Entretanto, embora seja inteiramente plausível que os queneus e outros povos tenham introduzido Javé a Israel, é improvável que o tenham feito fora das fronteiras de Israel ou sob a égide de Moisés, como a história do Êxodo descreve.

## Javé e a ascensão do monoteísmo

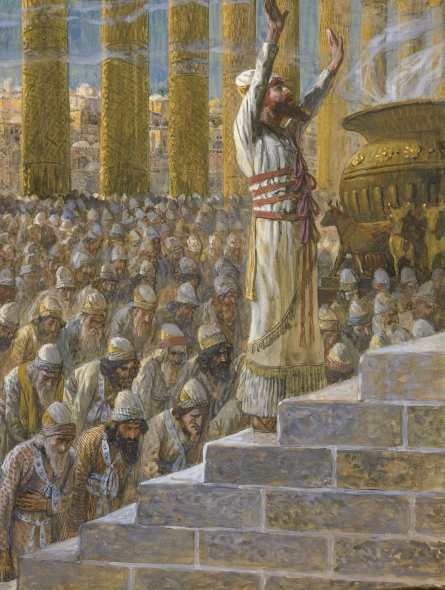
Salomão dedica o templo em Jerusalém (pintura de James Tissot ou seguidor, c. 1896-1902)

O Israel pré-exílo, como seus vizinhos, era politeísta, sendo que o monoteísmo israelita foi resultado de circunstâncias históricas únicas. O deus original de Israel era El. No início do período tribal, cada tribo teria seu próprio deus patrono; quando a realeza emergiu, o Estado promoveu Javé como o deus nacional de Israel, supremo sobre os outros deuses, e gradualmente Javé absorveu todos os traços positivos dos outros deuses e deusas do panteão. Javé e El fundiram-se em centros religiosos como Siquém, Siló e Jerusalém, com o nome de El tornando-se um termo genérico para "deus" e Javé, o deus nacional, apropriando-se de muitos dos títulos do deus supremo mais antigo, como El Shaddai (Todo Poderoso) e Elyon (Altíssimo).
Aserá, anteriormente esposa de El, era adorada como consorte ou mãe de Javé; cerâmicas descobertas em Khirbet el-Kôm e Kuntillet Ajrûd fazem referência a "Javé e sua Aserá", e várias passagens bíblicas indicam que suas estátuas foram guardadas em seus templos em Jerusalém, Betel e Samaria. Javé também pode ter se apropriado de Anate, a esposa de Baal, como sua consorte, como Anate-Iau ("Anate de Iau", isto é, Javé) é mencionado nos registros do século V a.C. da colônia judaica em Elefantina no Egito. Uma deusa chamada a Rainha do Céu [en] também era adorada, provavelmente uma fusão de Astarte e a deusa mesopotâmica Istar, possivelmente um título de Aserá. A adoração de Baal e Javé coexistiram no período inicial da história de Israel, mas eles passaram a ser considerados irreconciliáveis após o século IX a.C., seguindo os esforços do rei Acabe e sua rainha Jezabel para elevar Baal ao status de deus nacional, embora o culto a Baal tenha continuado por algum tempo.
A adoração a Javé começou com Elias no século IX a.C., mas mais provavelmente com o profeta Oseias no século VIII a.C.; mesmo assim, permaneceu como uma adoração de um pequeno grupo antes de ganhar ascendência no exílio e no início do período pós-exílio. Os primeiros defensores desta facção são amplamente considerados monolatristas ao invés de verdadeiros monoteístas; eles não acreditavam que Javé era o único deus existente, mas acreditavam que ele era o único deus que o povo de Israel deveria adorar. Finalmente, na crise nacional do exílio, os seguidores de Javé deram um passo à frente e passaram a negar que outras divindades, além de Javé, existissem, marcando assim a transição da monolatria para o verdadeiro monoteísmo.

## Proibição de imagens
Javé, de acordo com a Bíblia hebraica, os antigos israelenses foram proibidos de criar representações de Javé, como um dos 10 Mandamentos. Declarou que "Não farás para ti nenhum ídolo, nenhuma imagem de qualquer coisa no céu, na terra, ou nas águas debaixo da terra. "(Êxodo 20:4).
Arqueólogos descobriram a cabeça de 5 centímetros de altura nas ruínas de um grande edifício que pode ter sido um palácio de Quirbete Queiafa, em Israel. Como a base do pescoço da figura é bem trabalhada, é provável que a cabeça era presa a outro objeto, um corpo ou um vaso de cerâmica. Com a parte superior plana, a cabeça tem olhos, orelhas e nariz salientes e, como as orelhas são perfuradas, a figura pode ter usado brincos. Ao redor do topo da cabeça há um círculo de orifícios, que podem fazer parte de um toucado. O período de cerca de 3.000 anos é o período em que muitos eventos na Bíblia Hebraica podem ter ocorrido. Por exemplo, o rei Salomão, se ele existisse, pode ter vivido nessa época. Os arqueólogos acreditam que as pessoas que viviam em Khirbet Qeifaya naquela época adoravam Javé. Embora pesquisas arqueológicas e históricas indiquem que, há cerca de 3.000 anos, Javé nem sequer era adorado na região, muito menos ele era o único deus de Israel.

## Sincretismo greco-romano
Javé é frequentemente invocado em textos mágicos greco-romanos que datam do século II a.C. até o V d.C., mais notavelmente nos Papiros Mágicos Gregos, sob os nomes Iao, Adonai, Sabaoth e Eloai. Nesses textos, ele é frequentemente mencionado ao lado de divindades greco-romanas tradicionais e também divindades egípcias. Os arcanjos Miguel, Gabriel, Rafael e Uriel e os heróis culturais judeus, como Abraão, Jacó e Moisés, também são invocados com frequência. A ocorrência frequente do nome de Javé deve-se provavelmente a magos gregos e romanos que procuram tornar seus feitiços mais poderosos através da invocação de uma prestigiosa divindade estrangeira.
Uma moeda cunhada em Pompeia para celebrar a conquista da Judeia mostra uma figura de joelhos agarrando um galho com as palavras escritas BACCHIVS IVDAEVS, ou "o Baco judeu". De maneira similar, Tácito, João Lídio e Cornélio Labeo, todos identificam Javé com o deus grego Dionísio. Os próprios judeus frequentemente usavam símbolos que também eram associados a Dionísio, como cílices, ânforas, folhas de hera e cachos de uvas. Em sua Quaestiones Convivales, o escritor grego Plutarco escreve que os judeus saúdam seu deus com gritos de "euoi" e "sabi", frases associadas com a adoração de Dionísio. De acordo com Sean M. McDonough, os falantes de grego podem ter confundido palavras aramaicas como sabbath, aleluia ou mesmo possivelmente alguma variante do nome Javé para termos mais familiares associados a Dionísio.